# Abe Martin
Edgar Everett Martin, dit Abe Martin (1898-1960) est un auteur de bande dessinée américain. Il est surtout connu pour avoir créé le comic strip humoristique Boots and Her Buddies, qu'il animé de 1924 à sa mort.